# Chionogenes
Chionogenes é um gênero de mariposa pertencente à família Acrolepiidae.